# 맥스 마틴
맥스 마틴(영어: Max Martin, 1971년 2월 26일 ~ )이라는 예명으로 잘 알려진 마르틴 칼 샌드벅(Martin Karl Sandberg)는 스웨덴의 음악 프로듀서, 작곡가이다. 마틴이 프로듀싱한 아티스트는 마룬 5, 백스트리트 보이즈, 브리트니 스피어스, 엔싱크, 켈리 클락슨, 테일러 스위프트, 케이티 페리 등으로, 이들의 노래를 프로듀싱 및 작곡하여 여러 히트곡을 만들어냈다.
2016년 폴라음악상 수상자로 선정되었다.

## 작업 목록
- 마룬 5 - Overexposed (2012)
- 마룬 5 - V (2014)
- 테일러 스위프트 - 1989 (2014)
- 아델 -  25 (2015)
- 백스트리트 보이스 - Millennium (2000)
- 브리트니 스피어스 - ...Baby One More Time (1999)